# Josef Stipsicz
Josef svobodný pán Stipsicz (německy Joseph Freiherr Stipsicz zu Ternowa, maďarsky Ternovai báró Stipsics József) (15. srpna 1755 Šoproň – 16. září 1831 Vídeň) byl rakouský generál. V císařské armádě sloužil od roku 1774, vyznamenal se ve válkách proti republikánské Francii a následně v napoleonských válkách. Nakonec dosáhl hodnosti generála jízdy (1813) a v letech 1814–1830 zastával funkci viceprezidenta dvorské válečné rady. V roce 1806 byl povýšen na barona.

## Životopis

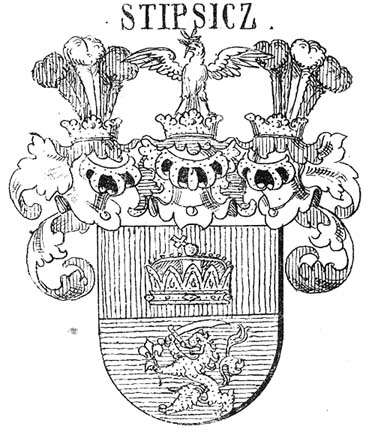
Erb rodu Stipsiczů

Pocházel ze staré uherské rodiny, která od roku 1662 užívala šlechtický stav. Byl synem Ignáce Stipsicze a jeho manželky Josefy, rozené baronky Ujváryové. Do armády vstoupil v roce 1774 a později byl pobočníkem prince Karla z Lichtenštejna. Zúčastnil se války proti Turkům a jako kapitán generálního štábu sloužil pod maršálem Hadikem, poté byl pobočníkem maršála Laudona a v roce 1790 dosáhl hodnosti majora. Jako pobočník prince Josiase Sasko-Koburského bojoval ve válkách proti revoluční Francii. Vyznamenal se v bitvě u Neerwindenu, téhož roku byl povýšen na podplukovníka a získal Řád Marie Terezie (1793). Na jaře 1794 krátce zastával funkci generálního pobočníka císaře Františka II. a téhož roku byl povýšen na plukovníka.
V roce 1797 byl povýšen na generálmajora a stal se velitelem brigády jezdectva, pod velením arcivévody Karla se znovu vyznamenal v bojích proti Francii na německém území. V roce 1800 získal hodnost polního podmaršála a v letech 1801–1803 byl inspektorem vojenského zásobování ve Vídni, od roku 1801 byl také čestným majitelem 10. husarského pluku. Za války třetí koalice v roce 1805 byl znovu aktivním vojákem v Ulmu a po Prešpurském míru byl jmenován členem dvorské válečné rady. V letech 1807–1810 byl zemským velitelem v Horním Rakousku se sídlem v Linci a v roce 1809 byl účastníkem další války proti Napoleonovi (válka páté koalice). V roce 1810 byl jmenován c. k. tajným radou s nárokem na oslovení Excelencea v letech 1811–1814 byl zemským velitelem v Sedmihradsku, kde zároveň vykonával funkci dvorního komisaře u zemského sněmu. V roce 1813 dosáhl hodnosti generála jezdectva. Kvůli zlomenině nohy musel rezignovat na další aktivní službu a po napoleonských válkách zastával řadu let funkci viceprezidenta dvorské válečné rady (1814–1830). Nakonec byl krátce před smrtí šéfem vojenské sekce ve státní radě (1830-1831). Ve Vídni byl jeho sídlem dům Singerstrasse 895.
V roce 1806 byl povýšen do stavu svobodných pánů pro rakouské země, titul barona mu byl v roce 1821 potvrzen i pro Uherské království, tehdy také získal predikát zu Ternowa odvozený od názvu panství Târnova v sedmihradské župě Arad (dnešní Rumunsko). V roce 1813 získal komandérský kříž Řádu sv. Štěpána a v roce 1824 velkokříž Leopoldova řádu. Vzhledem k účasti v napoleonských válkách obdržel několik vyznamenání také od zahraničních panovníků, byl nositelem pruského Řádu červené orlice (1814) a sicilského Řádu sv. Januaria (1818).
V armádě sloužil 57 let a zemřel v roce 1831 ve věku 76 let, byl jednou z prvních obětí epidemie cholery ve Vídni. V nekrologu byl popisován jako ušlechtilý válečný hrdina, bystrý státník, vlastenec a charakterní muž.
S manželkou Johannou (1768–1854) měl dvě dcery a syna Josefa (1803–1847), který sloužil také v armádě a dosáhl hodnosti plukovníka.